# Pachyschelus secedens
Pachyschelus secedens är en skalbaggsart som beskrevs av Waterhouse 1889. Pachyschelus secedens ingår i släktet Pachyschelus och familjen praktbaggar. Inga underarter finns listade i Catalogue of Life.